# Southsiders
Southsiders è il settimo album in studio del gruppo rap statunitense Atmosphere, pubblicato nel 2014.

## Tracce
1. Camera Thief – 4:46
2. Arthur's Song – 3:21
3. The World Might Not Live Through the Night – 4:15
4. Star Shaped Heart – 3:19
5. I Love You Like a Brother – 3:31
6. Southsiders – 3:12
7. Bitter – 4:19
8. Mrs. Interpret – 3:48
9. Fortunate – 3:36
10. Kanye West – 4:02
11. We Ain't Gonna Die Today – 3:45
12. My Lady Got Two Men – 4:22
13. Flicker – 4:46
14. January On Lake Street – 4:04
15. Let Me Know That You Know What You Want Now – 4:44